# زاندسنبن
زاندسنبن (به آلمانی: Sandesneben) یک شهر در آلمان است که در هرتسوگتوم لاونبورگ واقع شده‌است. زاندسنبن ۱٬۶۲۳ نفر جمعیت دارد.